# Spokane Veterans Memorial Arena
La Spokane Veterans Memorial Arena è un'arena coperta situata a Spokane, nello Stato di Washington. Ospita le partite dei Spokane Shock di AFL.

## Storia
Oltre agli Shock, l'arena è il campo di casa anche dei Spokane Chiefs della WHL; inoltre ogni anno ospita una partita delle squadre di basket della Gonzaga University e della Washington State University.
L'arena ha ospitato il campionato americano di pattinaggio di figura nel 2007 e nel 2010, le Final Four della NCAA Division I 1997, l'ArenaBowl XXIII e concerti di Brad Paisley, Elton John e Kiss.